# Charlie’s Rock Waterfall
Der Charlie’s Rock Waterfall ist ein Wasserfall in Kerikeri auf der Nordinsel Neuseelands. Er liegt im Lauf des Waipapa Stream am nördlichen Ortsrand. Seine Fallhöhe beträgt rund 12 Meter.
Von einem Parkplatz an der Landing Road führt ein Wanderweg Stromaufwärts in etwa 15 Gehminuten zum Wasserfall, der über eine Basaltklippe stürzt.